# Westerstede
Westerstede là thủ phủ của huyện Ammerland, trong bang Niedersachsen, nước Đức. Đô thị Westerstede có diện tích 179 km². It có cự ly khoảng 25 km về phía tây bắc của Oldenburg.